# Будзішув (Вроцлавський повіт)
Будзішув (пол. Budziszów) — село в Польщі, у гміні Кобежиці Вроцлавського повіту Нижньосілезького воєводства.
Населення — 172 особи (2011).
У 1975—1998 роках село належало до Вроцлавського воєводства.

## Демографія
Демографічна структура станом на 31 березня 2011 року:
|          | Загалом | Допрацездатний вік | Працездатний вік | Постпрацездатний вік |
| -------- | ------- | ------------------ | ---------------- | -------------------- |
| Чоловіки | 90      | 18                 | 66               | 6                    |
| Жінки    | 82      | 15                 | 52               | 15                   |
| Разом    | 172     | 33                 | 118              | 21                   |